# Горняцкое (Криворожский городской совет)
Горня́цкое (укр. Гірницьке) — посёлок, Криворожский городской совет, Днепропетровская область, Украина.
Код КОАТУУ — 1211090003. Население по переписи 2001 года составляло 529 человек.

## Географическое положение
Посёлок Горняцкое находится на левом берегу реки Саксагань, выше по течению на расстоянии в 3 км расположено село Шевченковское (Криворожский район), ниже по течению на расстоянии в 0,5 км расположен посёлок Коломийцево, на противоположном берегу — город Кривой Рог. Рядом проходит автомобильная дорога Т-0434.